# Hov Vig
Hov Vig este o arie protejată (arie de protecție specială avifaunistică — SPA) din Danemarca întinsă pe o suprafață de 241 ha, integral pe uscat.

## Localizare
Centrul sitului Hov Vig este situat la coordonatele 55°55′20″N 11°43′06″E / 55.922222°N 11.718333°E.

## Înființare
Situl Hov Vig a fost declarat arie de protecție specială avifaunistică în mai 1983 pentru a proteja 9 specii de animale.

## Biodiversitate
Situată în ecoregiunile continentală și marină Atlantică, aria protejată nu include niciun habitat protejat.
La baza desemnării sitului se află mai multe specii protejate de  păsări (9): rață lingurar (Anas clypeata), Bucephala clangula, erete de stuf (Circus aeruginosus), erete vânăt (Circus cyaneus), lebădă de iarnă (Cygnus cygnus), șoim călător (Falco peregrinus), codalb (Haliaeetus albicilla), sfrâncioc roșiatic (Lanius collurio), cormoran mare (Phalacrocorax carbo).